# The Prince of Temple Street
Pour plus de détails, voir Fiche technique et Distribution.
The Prince of Temple Street (廟街十二少, Miu kai sup yi siu, litt. « Douze de la rue du temple ») est un film hongkongais réalisé par Jeffrey Chiang et sorti en 1992 à Hong Kong.
Andy Lau retrouve dans ce film le personnage qu'il interprétait dans Lee Rock (1991), inspiré de la vie du policier corrompu Lui Lok.
Il totalise 12 620 570 HK$ au box-office.

## Synopsis
Le chef d'une triade, Chiu (Ray Lui), convoque une réunion dans l'espoir de trouver une personne disposée à adopter un nourrisson abandonné qu'il a trouvé sur Temple Street (en). Durant les discussions, personne n'arrive à empêcher le bébé de pleurer jusqu'à ce qu'il atterrisse dans les bras d'un homme de main nommé Tong Chau-sui (Ng Man-tat) et qui est alors choisi comme père adoptif. Parce qu'il y a douze personnes présentes à la réunion et que chacune est le parrain de l'enfant, Chiu le nomme Tong Tong Sap-yee (« Tong Douze ») et que tout le monde appelle « Prince Douze ».
Au premier abord, « Prince Douze » (Andy Lau) semble être une personne favorisée, mais à l'intérieur de lui, il se sent très seul. Son père adoptif, Chau-sui, travaille dans une maison de mah-jong sur Temple Street, tandis que sa mère adoptive, Phoenix (Deannie Yip), est une ex-prostituée qui prétend avoir abandonné son fils sur Temple Street le même jour où Douze a été trouvé et le traite donc comme son véritable fils.
« Prince Douze » a un rival en la personne de Lap Ling (Chin Ho), qui est le chef du gang Kwoon Chung et un homme très cruel. Un jour, « Prince Douze » rencontre une fille venue prêcher sur Temple Street nommée Teresa (Joey Wong) et en tombe amoureux.

## Fiche technique
- Titre : The Prince of Temple Street
- Titre original : 廟街十二少 (Miu kai sup yi siu)
- Réalisation : Jeffrey Chiang
- Scénario : Yuen Sai-man et Lai Man-cheuk
- Photographie : Ardy Lam
- Montage : Ma Chung-yiu et Mui Tung-lit
- Musique : Dominic Chow
- Production : Liu Kin-fat
- Société de production : Cheung Wang Channel Film & Video et Wing Fat Film Production
- Société de distribution : Golden Princess Film Production
- Pays d'origine :  Hong Kong
- Langue originale : cantonais
- Format : couleur
- Genre : drame, film de gangsters
- Durée : 95 minutes
- Dates de sortie :
  -  Hong Kong : 20 août 1992
  -  Taïwan : 22 août 1992
  -  Japon : 25 octobre 1994

## Distribution
- Andy Lau : « Prince Douze »/Lee Rock
- Joey Wong : Teresa
- Deannie Yip : Phoenix
- Ng Man-tat : Tong Chau-sui
- Chin Ho : Lap Ling
- Ray Lui : Chiu (caméo)
- Charles Heung : Lam Kong (caméo)
- Lau Siu-ming : Ng Sik-ho (caméo)
- Lau Kong (en) : Ngan Tung (caméo)
- Amy Yip : Ha (caméo)
- Wong Chi-keung : Piggy (caméo)
- Kent Cheng : Cheng (caméo)
- Jamie Luk : Petit Ma (caméo)
- Frankie Chan : Peter Pan
- Jameson Lam : le propriétaire du motel
- Wan Seung-lam : l'homme de main de Kin
- Leung Kam-san : Oncle Tsuen
- Kingdom Yuen (en) : la prostituée de Phoenix
- Choi Kwok-hing : Kwan
- Jeffrey Lam : Oncle Kin
- Carol Lee : la petite-amie de Smartie
- Danny Poon : l'escroc
- Leung Kai-chi : le vieil homme aux cheveux blancs
- Fong Yue : l'employé du bordel
- Ho Chi-moon
- Kong Foo-keung : un homme de main d'oncle Fat
- Choi Cho-kuen : un homme de main d'oncle Fat
- Annabelle Lau
- Tang Cheung
- Wong Kim-ban
- Lo Kwok-wai
- Lee Ka-hung